# Anita Philipovski
Anita Philipovsky (Ponta Grossa, 2 de agosto de 1886 - Ponta Grossa, 30 de marzo de 1967) fue una cuentista, poetisa, novelista y ensayista brasileña.
Se conservan muy pocas de las obras que produjo en su vida, aunque quedan algunos poemas, como el conocido Poentes de minha terra.

## Biografía
Su padre, Carlos Leopoldo Philipovsky, era un ingeniero austríaco, nacido en Viena en 1845. Fue contratado en Brasil por el gobierno del emperador Pedro II, para trabajar en la extensión de la línea telegráfica entre Santos y Foz de Iguazú. Antes de eso había participado como soldado en la guerra franco-prusiana (de 1870) y había recibido medallas por sus actos de heroísmo. La madre de Anita, María do Nascimento Branco Philipovsky, nació en 1849 en la ciudad de Sorocaba. Se casaron en Ponta Grossa, en la Iglesia de la Matriz de Santa Ana, el 5 de febrero de 1880. Anita fue la cuarta de los siete hijos que tuvieron (Pauline, Ángela, María Clara, Anita, Frances, Charles e Hilda).
La sede de la estancia agrícologanadera de la familia estaba muy lejos de la ciudad, por lo que su educación y sus hermanos se lleva a cabo fundamentalmente a través de los profesores contratados y casi siempre extranjeros, que pasaron a residir en la granja. Ellos se encargaban no solo de la educación básica, sino también de enseñarles idiomas extranjeros ―alemán y francés―, artes ―especialmente música y pintura―. El joven Anita estaba muy apegada a su padre, hombre inteligente y de gran cultura, que poseía un carácter noble y sentimientos elevados. Fue su mayor apoyo en las letras, ya fuera en prosa o en verso, así como en pintura. La vida en una casa lejos de la ciudad, en una época en que no se conocía el automóvil y se dependía exclusivamente de los animales como medio de locomoción, favoreció la interacción social limitada y la conversación reticente.

## Obra
Ya sea como narradora, poetisa o novelista, Anita Philipowski desarrolló una extraordinaria actividad intelectual, especialmente entre 1910 y 1930, trabajando asiduamente en numerosos periódicos y revistas de la época. Formó parte del grupo de las primeras animadoras de las letras femeninas del estado de Paraná, flanqueada por Mariana Coelho, Mercedes Seiler, María da Luz Seiler, Zaida Zardo, Annette Macedo y Myriam Catta Preta. En 1934 intentó publicar un libro de cuentos, pero ―según Eno Wanke― cuando entregó al editor los originales, la imprenta se incendió y ella no guardaba ninguna copia. Como consecuencia, comenzó un proceso de locura y melancolía del que jamás se recuperaría.
Estaba afiliada al CCEC (Centro Cultural Euclides da Cunha), en Ponta Grossa, y publicó muchos textos en el periódico Diário dos Campos, pero jamás consiguió publicar un libro que reuniera sus poemas o ensayos.
En 1936 publicó Os poentes da minha terra (‘los ocasos de mi tierra’), su poema más conocido, que fue editado por primera vez en Curitiba, en una edición individual por Prata de Casa.
Más de dos décadas después, en 1959, se volvió a publicar el mismo texto, con una pequeñas modificaciones, en la antología realizada por el Centro Paranaense Femenino de Cultura, y muy probablemente con la aprobación final de escritora.
Según se informa en Rodrigo (1938), en esa época se encontraron bajo el proceso de edición y publicación su novela Eco, y otras dos novelas, pero esas ediciones nunca se efectivizaron.

## La muerte de su padre
Con la muerte de su padre, su más grande admirador y seguidor, la poetisa perdió el sentido de su vida. Desde entonces, su producción literaria comenzó a decaer, hasta incluso cesar. Se convirtió en una misántropa.
Anita Philipovsky se aisló cada vez más. En un arrebato destruyó voluntariamente gran parte de su producción literaria, entre las que había varias novelas inéditas.
Encerrada entre las paredes de su casa, se dedicó al cuidado de su jardín.
Falleció en su ciudad natal, Ponta Grossa, el 30 de marzo de 1967, a los 80 años de edad.

## Influencias
Con relativa facilidad se puede deducir sus lecturas más probables, el legado cultural heredado de
Charles Baudelaire (1821-1867).
Antônio Gonçalves Dias (1823-1864),
Antônio de Castro Alves (1847-1871),
Arthur Rimbaud (1854-1891),
Raimundo Correia (1859-1911),
João da Cruz e Sousa (1861-1898),
Olavo Bilac (1865-1918),
entre otros.

### Calle con su nombre
En octubre de 1986 se denominó «Anita Philipovski» a una carretera de acceso a la ciudad de Ponta Grossa.

### Philipovski como feminista
En el IV Simposio Internacional «Las mujeres en la independencia de América Latina», realizado del 19 a 21 de agosto de 2009 en Lima (Perú) por el Centro de Estudios de la Mujer en la Historia de América Latina con el apoyo de la UNESCO (Organización de las Naciones Unidas para la Educación, la Ciencia y la Cultura participó Luisa Cristina dos Santos Fontes, profesora de literatura brasileña en la UEPG (Universidad Estatal de Ponta Grossa).
Presentó una ponencia, «Visión de la mujer en la literatura del siglo XIX y XX»:

Sou a única ponta-grossense e, para o simpósio, vou levar um pouco da historia de outra ponta-grossense: Anita Philipovski. [...] Anita teve um papel importante na historia. Ela é considerada uma das precursoras na defesa do voto feminino e, ainda, na luta pela conquista da escolaridade para as mulheres. No início do século XX, em Ponta Grossa ainda não havia escolas destinadas às mulheres.
Soy la única pontagrosense, y para el simposio voy a tomar un poco de la historia de otra pontagrosense: Anita Philipovski. [...] Anita tuvo un papel importante en la historia. Se la considera una de las precursoras en la defensa del sufragio femenino, y también en la lucha por la educación de las mujeres. A principios del siglo XX, en Ponta Grossa todavía no había escuelas para mujeres.
Luisa Cristina dos Santos Fontes

## Un poema: «Os poentes da minha terra»
Os poentes da minha terra
são belos,
tão belos,
mas tão belos
como nunca ninguém viu fora daqui.
Uns são roxos... outros amarelos...
outros de bronze com pedrinhas de rubí...
¿E os cor de opala, então?
Lembram a palheta de algum pintor flamengo
as nuanças leves de um pôr-de-sol assim.
¿E os de seda cor-de-rosa?
¿E os poentes de verão?
Às vezes o poente de verão
é todinho borrado de carmím.
Há os de nuvens frágeis, esgarçadas,
tocadas de luz desfalecente.
E a essas nuvens leves,
e luz desfalecente,
a gente olha e pensa...
Fica pensando que o Ocidente sonha
sonhos de renda, de gaze e nostalgia,
sonha saudades para magoar a gente.
Patéticos... Uma rima de saudade,
um verso do poema - nostalgia...
Tonalidades de exótica poesía,
de poesía apenas pressentida
a través do tempo e a través do espaço...
Patéticos. Legendários. Quase irreais...
Estes poentes às vezes são assim.
Neles canta, e numa voz que ninguém ouve,
um noturno...
canta inaudível a alma de Chopin.
Sentimentais... muito sentimentais,
estes poentes às vezes são assim.
E às vezes... ¡Ah! ¡São exaltados!
De cariz violento. ¡Rubros! ¡De tragédia!
Esbraseados...
¡São chamas!...
Vede então ¡o acaso pegou fogo!
Há um grande incêndio onde termina o céu.
E logo mais:
feitos de chumbo, azinhavre e de zarcão,
com faíscas medrosas de safira.
E, nesses días,
¡que colorido onde entra o Sol!
¡Que cores fortes!
E do contraste agressivo dessas tintas,
furiosas e terríveis,
o Sol se esquiva; o Sol vai fugindo,
o Sol se escapa como quem delira.
¡Poentes extravagantes!
¡Poentes indescritíveis!
Até parece que o céu enlouqueceu.
Agora vede:
negro e de sangue... de tragédia, um día.
E outro día,
um pôr-de-sol suave e dolente,
que a alma da gente veste de cisma,
e que veste de cisma a alma da gente.
¡Poentes extravagantes!
¡Poentes indescritíveis!
Sobre a magia desses coloridos
expressou-se arrebatado certa vez
um espírito vibrante de estesia.
Era ―sem saber que o era― um poeta.
Mas falou:
«Nesta terra é assim:
quando termina o día,
u’a mão invisível, misteriosa,
pinta onde acaba o céu,
e com as tintas que quer,
pinta tudo o que há de emocionante,
na essência emocionante da poesia».
Assim expressou-se embevecida, um día,
uma alma vibrante de estesia.
¿E o poente de hoje, não vistes?
Foi imponente. Foi egrégio.
O rei dos astros quando foi-se embora
deixou no céu o lindo manto seu.
Era de púrpura, que eu sei,
com franjas de ouro, e bordados de ouro,
mesmo um manto de rei.
Portanto esse presente foi um presente régio.
Afinal Ponta Grossa pode usar,
como usa, e muitas vezes usa,
na hora crepuscular,
o ouro e as púrpuras das galas reais.
Porque, ¿quem não sabe da sua nobreza?
Ela é princesa.
é soberana.
¿E os seus domínios?
É toda a terra dos Campos Gerais.
E por isso ela tem a regalia
de usar a púrpura das galas reais.
Estes ocasos...
Cada um tem sua beleza peculiar, eu acho.
Os outros... não sei que pensam, nem o que dirão.
Mas para mim o pôr-do-sol mais sugestivo,
e emotivo,
é o pôr-do-sol lilás.
Quando faz fundo para uma paisagem campesina,
é de tão grande beleza,
e de tristeza tal,
que a impressão que causa, não há quem a defina.
Na lomba da coxilha há um pinheiro isolado,
forte e dorido na sua solidão.
Altivo. Sobranceiro. Algo de audaz...
O vento embate-o. Ele resiste.
Luta com o elemento hostil, ele sozinho,
deslembrado na verde imensidão
do campo sem fim.
Na lomba da coxilha há um pinheiro isolado...
e por detrás,
muito atrás
da curva da coxilha,
o céu a agonizar em cor lilás.
¿Só lilás?
Não. Bem pertinho do horizonte,
há uns fiapinhos de nuvens enxofradas,
cloróticas. Agoniadas.
Parecem doentes essas nuvens fininhas.
Isto bem pertinho do horizonte.
O mais é só amaranto. É só lilás.
É tarde. É o fim de um día que não teve sol.
A gente olha isso tudo, e fica olhando.
Fica cismando em tanta coisa...
A dor da ausência fica doendo mais.
Um fim de tarde assim,
¡como faz sentir!,
¡como faz pensar!
Faz pensar nas almas incompreendidas,
esmagadas de incerteza e de pesar,
essa árvore sozinha, ¡tão sozinha!
E o céu a agonizar clorótico e lilás.
Mais uma nota triste, nesse quadro:
lá longe há um aterro.
E nesse aterro
um cavalo sacoleja um cincerro.
A gente olha ainda:
o día se desfaz
doente e lilás.
¡O campo é triste!
¡O pinheiro é triste!
(¡O cincerro é triste!).
Meu Deus, ¿onde vai parar essa tristeza?
¿E essa beleza?
¡Ouvi! Andam soluços soluçando no ar...
A gente olha, e tem vontade de chorar.
¡Minha terra tem cada poente!
É um dom que igual, nenhuma terra tem.
Muitas vezes ao findar do día,
na horinha em que vai baixando o Sol
entre nuvens leves como véu,
é só ver:
¡aperta o coração da gente uma saudade!
Uma saudade diferente... não sei como,
não é saudade de nada desta vida.
É coisa incompreendida.
Tal vez seja a nostalgia indefinida
que a gente tem do céu.
Poentes da minha terra!
Quando longe de vós, para vós é a minha saudade...
¡Poentes da minha terra, que fazeis pensar!
¡Poentes da minha terra, que fazeis sonhar!
¡Poentes da minha terra, que fazeis chorar!

Los crepúsculos en mi tierra
son bellos,
tan bellos,
pero tan bellos
como nunca nadie vio fuera de aquí.
Algunos son púrpura... otros amarillos...
otros de bronce con piedras de rubí...
¿Y los de color ópalo, entonces?
Recuerdan la paleta de algún pintor flamenco
los matices leves de una puesta de sol así.
¿Y los de seda de color rosa?
¿Y los crepúsculos de verano?
A veces el crepúsculo del verano
es todito borrado de carmín.
Los hay de nubes frágiles, deshilachadas,
tocadas de luz desfalleciente.
Y a esas nubes leves,
y luz desfalleciente,
las miro y pienso...
Me quedo pensando que Occidente sueña
sueños de renta, de gasa y nostalgia,
sueña añoranzas de deprimirnos.
Patéticos... Una rima de nostalgia,
un verso del poema - nostalgia...
Tonalidades de exótica poesía,
de poesía apenas presentida
a través del tiempo y a través del espacio...
Patéticos. Legendarios. Casi irreales...
Estos crepúsculos a veces son así.
En ellos canta, y en una voz que nadie oye,
un nocturno...
canta inaudible el alma de Chopin.
Sentimentales... muy sentimentales,
estos crepúsculos a veces son así.
Y a veces... ¡Ah! ¡Son exaltados!
De cariz violento. ¡Sanguíneos! ¡De tragedia!
Abrasados...
¡Son llamas...!
Mira entonces, ¡o acaso se prendió fuego!
Hay un gran incendio donde termina el cielo.
Y después más:
hechos de plomo, cardenillo [verdoso óxido de cobre] y minio [anaranjado muy encendido],
con chispas miedosas de zafiro.
Y, en esos días,
¡qué colorido donde entra el Sol!
¡Qué colores fuertes!
Y del contraste agresivo de esas tintas,
furiosas y terribles,
el Sol se esquiva, el Sol se va huyendo,
el Sol se escapa como quien delira.
¡Ocasos extravagantes!
¡Ocasos indescriptibles!
Hasta parece que el cielo enloqueció.
Y ahora mira:
negro y de sangre... de tragedia, un día.
Y otro día,
una puesta de sol suave y doliente,
que el alma de la gente viste de reflexión
y que viste de reflexión el alma de las personas.
¡Ocasos extravagantes!
¡Ocasos indescriptibles!
Acerca de la magia de estos coloridos
se expresó arrebatado cierta vez
un espíritu vibrante de estesia.
Era ―sin saber que lo era―un poeta.
Pero habló:
«Esta tierra es así:
cuando termina el día,
u’a mano invisible, misteriosa,
pinta donde acaba el cielo,
y con las tintas que quiere,
pinta todo lo que hay de emocionante,
en la esencia emocionante de la poesía».
Así se expresó embelesado, un día,
un alma vibrante de estesia.
¿Y el crepúsculo de hoy, no viste?
Fue imponente. Fue egregio.
El rey de los atros cuando se fue
dejó en el cielo el lindo manto suyo.
Era de púrpura, lo sé,
con flecos de oro, y bordados de oro,
mismo como un manto de rey.
Por tanto ese presente fue un presente regio.
Al final, Ponta Grossa puede usar,
cómo usa, y muchas veces usa,
en la hora crepuscular,
el oro y las púrpuras de las galas reales.
Porque, ¿quién no conoce de su nobleza?
Ella es la princesa.
es soberana.
¿Y sus dominios?
Es toda la tierra de los Campos Generales.
Y por eso ella tiene la regalía
de usar la púrpura de las galas reales.
Estos crepúsculos...
Cada uno tiene su belleza peculiar, yo creo.
Os otros... No sé qué piensan, ni qué dirán.
Pero para mí la puesta de sol más sugestiva,
y emotiva,
es la puesta de sol lila.
Cuando hace fondo con un paisaje campesino,
es de tan grande belleza,
y de una tristeza tal,
que la impresión que causa, no hay quien la defina.
En la loma de las colinas hay un pino aislado
fuerte y dolorido en su soledad.
Altivo. Sobrador. Algo atrevido...
El viento lo embate. Él resiste.
Lucha con el elemento hostil, él solo,
olvidado en la verde inmensidad
del campo sin fin.
En la loma de las colinas hay un pino aislado...
y por detrás,
muy por detrás
de la curva de la colina,
el cielo agoniza en color lila.
¿Sólo lila?
No. Bien cerquita del horizonte,
hay unos hilitos de nubes azufradas,
anémicas. Agónicas.
Parecen enfermas esas nubes finitas.
Esto bien cerquita del horizonte.
La mayoría son solo amaranto. Y solo lila.
Es tarde. Es el final de un día que no tuvo sol.
Yo veo eso todo, y me quedo mirando.
Me quedo meditando en tanta cosa...
El dolor de la ausencia termina doliendo más.
Un final de tarde así,
¡cómo hace sentir!,
¡cómo hace pensar!
Hace pensar en las almas incomprendidas,
arruinadas de incerteza y de pesar,
ese árbol solo, ¡tan solo!
Y el cielo agoniza anémico y lila.
Otra nota triste, en ese cuadro:
allá lejos hay un vertedero.
Y en ese vertedero
un caballo sacude un cencerro.
Yo todavía sigo mirando:
el día se deshace
enfermo y lila.
¡El campo es triste!
¡El pino es triste!
(¡El cincerro es triste!).
Mi Dios, ¿adónde va a parar esta tristeza?
¿Y esta belleza?
¡Escucha! Andan sollozos sollozando en el aire...
Miro y tengo ganas de llorar.
¡Mi tierra tiene cada crepúsculo!
Es un don que, igual, ninguna tierra tiene.
Muchas veces, al final del día,
en la horita en que va bajando el Sol
entre nubes leves como un velo,
solo hay que ver:
¡aprieta mi corazón una nostalgia!
Una nostalgia diferente... no sé cómo,
no es nostalgia de nada de esta vida.
Es una cosa incomprendida.
Tal vez sea la nostalgia indefinida
que tengo del cielo.
¡Crepúsculos de mi tierra!
Cuando estoy lejos de ustedes, para ustedes es mi nostalgia...
¡Crepúsculos de mi tierra, que hacen pensar!
¡Crepúsculos de mi tierra, que hacen soñar!
¡Crepúsculos de mi tierra, que hacen llorar!
Anita Philipovski